# Liste der Erzbischöfe von Tours
Die folgenden Personen waren Bischöfe und Erzbischöfe des Erzbistums Tours:
- Gatianus um 249–301
- vakant 301–338
- Litorius 338–370
- Martin 371–397
- Brictius 397–443
  - Justinian 429–? (während der Vertreibung des Brictius)[1]
  - Armentius ?–436 (während der Vertreibung des Brictius)[1]
- Eustochius 443–460
- Perpetuus 460–490
- Volusianus 491–498
- Verus 498–508
- Licinius 508–520
- Theodorus & Proculus 520–521?
- Difinius 521?
- Ommatius 521–525
- Leo 526
- Francilio 527–529
- Injuriosis 529–546
- Baudinus 546–552
- Gunthar 552–554
- Euphronius 556–573
- Gregor 573–594
- Pelage I. 595–602
- Lupare 602–614
- Agiric 614–617
- Ginaldus 617–618
- Valatus 618–619
- Sigelaicus 619–622
- Leobald 622–625
- Modegisile 625–638
- Latinus 638–650
- Caregisile 650–652
- Rigobert 652–654
- Papolene 654–660
- Chrodobertus 660–695
- Pelage II. 695–700
- Evartius 700–709
- Ibbon 709–724
- Gontran II. 724–732
- Didon 732–733
- Rimbert 733–752
- Aubert 752–754
- Ostald 754–760
- Gravien 760–765
- Eusebe 765–771
- Herling 771–792
- Joseph I. 792–815
- Landran I. 815–836 (erster Erzbischof)
- Ursmarus 836–846
- Landran II. 846–52
- Amaury 852–856
- Hérard 856–871
- Actard 872–875
- Adalardus 875–890
- Héberne 890–916
- Robert 916–932
- Théotolon 932–945
- Joseph II. 946–957 (Le Riche)
- Frotaire 957–960
- Hardouin 960–980
- Archambault von Sully 981–1008
- Hugues de Chateaudun 1008–1023 (Haus Châteaudun)
- Arnoul de Bellême 1023–1052, Kanzler von Frankreich, Haus Bellême
- Barthelemy de Faye 1053–1068
- Raoul I. 1072–1085 (siehe Haus Montoire)
- Raoul II. 1086–1117
- Gilbert von Maillé 1118–1125
- Hildebert von Lavardin 1125–1134
- Hugues d’Etampes 1134–1146
- Engebault de Preuilly 1146–1157
- Joscion 1157–1174
- Barthelemy von Vendôme 1174–1206
- Géoffroy de la Lande 1207–1208
- Jean de la Faye 1208–1228
- François Cassard 1228–1229
- Juhel de Manthefelon 1229–1244
- Géoffroy Marcel 1245–1250
- Pierre de Lamballe 1251–1256
- Philipp 1256–1257
- Vincent de Pirmil 1257–1270
- Jean de Montsoreau 1271–1284
- Olivier de Craon 1284–1285 (Haus Craon)
- Bouchard Dain 1285–1290
- Philippe de Candé 1290–1291
- Renaud de Montbazon 1291–1313
- Géoffroy de la Haye 1314–1323
- Etienne de Bourgueil 1324–1334
- Pierre Frétaud 1336–1357
- Philippe Blanche 1357–1363
- Simon de Renoul 1363–1379
- Seguin d'Auton 1379–
- Aléaume Boistel 1380–1383
- Guy de Roye 1383–1384
- Seguin d’Auton 1384–1394
- Ameil du Breuil 1393–1414
- Jacques Gélu 1414–1426
- Philippe de Coëtquis 1427–1441
- Jean Bernard 1441–1466
- Bastet de Crussol 1466–1468 (Haus Crussol)
- Hélie Kardinal de Bourdeilles OFM 1468–1484 (dann Seliger)
- Robert de Lenoncourt 1484–1509
- Dominique Kardinal Caretto 1509–1513
- Christophe de Brillac 1514–1519
- Martin von Beaune 1519–1527
- Antoine de La Barre 1528–1547
- Georges d’Armagnac 1547–1551 (Haus Lomagne)
- Etienne Poncher 1551–1552
- Alessandro Farnese der Jüngere 1553–1554
- Simon de Maillé 1554–1597
- François de la Guesle 1597–1614
- Sebastien d’Ori Galagai 1617–
- Bertrand d’Eschaud 1617–1641
- Victor Bouthillier 1641–1670
- Charles de Rosmadec 1671–1672
- Michel Amelot de Gournay 1673–1687
- Claude de Saint George 1687–
- Mathieu Isoré d’Hervault 1693–1716
- Armand Pierre de la Croix de Castries 1717–1719
- Henri Oswald de La Tour d’Auvergne 1719–1721
- François Blouet de Camilly 1721–1723
- Louis Jacques de Chapte de Rastignac 1723–1750
- Henri Marie Bernardin de Rosset de Rocozel 1750–1775
- Joachim François Mamert de Conzié 1774–1795
- Jean de Dieu Raymond Kardinal de Boisgelin 1802–1804
- Louis Mathias de Barral 1805–1815
- Jean-baptiste du Chilleau 1818–1824
- Augustin Louis de Montblanc 1824–1841
- François Kardinal Morlot 1842–1857 (dann Erzbischof von Paris)
- Joseph Hippolyte Guibert 1857–1871
- Felix Pierre Fruchaud 1871–1874
- Charles Théodore Colet 1874–1883
- Guillaume René Kardinal Meignan 1884–1896
- René François Renou 1896–1913
- Albert Nègre 1913–1931
- Louis-Joseph Gaillard 1931–1956
- Louis Ferrand 1956–1980
- Jean-Marcel Honoré 1981–1997 (dann Kardinal)
- Michel Moutel 1997–1998
- André Vingt-Trois 1999–2005 (dann Erzbischof von Paris)
- Bernard-Nicolas Aubertin OCist 2005–2019
- Vincent Jordy seit 2019